# Freie Wahl
Zum Kernbestand des Wahlrechtsgrundsatzes der freien Wahl gehört die Möglichkeit, im Rahmen des Wahlrechtes frei zu kandidieren und Kandidaten zu unterstützen sowie die eigene Stimme ungehindert abzugeben. Eng verbunden damit ist der Begriff der geheimen Wahl.

## Grundlagen
Als frei bezüglich des aktiven Wahlrechts wird eine Wahl dann bezeichnet, wenn jeder Wähler seine Stimme selbst (das heißt im Allgemeinen seinen Stimmzettel) unbeeinflusst, ohne Zwang und unmanipuliert abgeben kann. Sofern dies nur eingeschränkt möglich ist, spricht man von teilweise freien oder halbfreien Wahlen.
Daneben ist die Freiheit der Kandidaten und Parteien, zu einer Wahl anzutreten (Freiheit im passiven Wahlrecht) und für sich diskriminierungsfrei Wahlkampf betreiben zu können, wesentliches Element des Prinzips der Freiheit der Wahl. Es ist daher mit dem Demokratieprinzip unvereinbar, wenn z. B. selektiv das Aufstellen von Wahlplakaten für einzelne Parteien verboten wird.
Ebenfalls zum Prinzip der Freiheit der Wahl gehört die Neutralitätspflicht der Regierung und von Wahlbeamten vor der Wahl. So darf die Öffentlichkeitsarbeit der Regierung nicht dem Wahlkampf dienen. Da die Abgrenzung von Öffentlichkeitsarbeit und Werbung naturgemäß schwierig ist und die Inhaber von Regierungs- und Wahlämtern in der Wahl eben Partei sind, kommt es zu diesem Thema häufiger zu Konflikten und gerichtlicher Klärung. Dies geht so weit, dass höchstrichterlich auch das Verschweigen von wesentlichen Sachverhalten durch Wahlbeamte als Verstoß gegen das Prinzip der Freiheit der Wahl angesehen wird.
Umstritten ist die Vereinbarkeit von Meinungsmanipulation durch falsche Versprechungen oder falsche oder diffamierende Behauptungen vor der Wahl, insbesondere falsche oder diffamierende Behauptungen einer Partei über eine andere Partei beziehungsweise deren Wahlkandidaten.

## Europa
Das Recht auf freie Wahlen wurde in der Konvention zum Schutz der Menschenrechte und Grundfreiheiten (Europäische Menschrechtskonvention, EMRK) verankert, wegen Streitigkeiten aber erst im 1. Protokoll (Zusatzprotokoll) vom 20. März 1952, eineinhalb Jahre nach der Konvention selbst: 

„Die Hohen Vertragschließenden Teile verpflichten sich, in angemessenen Zeitabständen freie und geheime Wahlen unter Bedingungen abzuhalten, die die freie Äußerung der Meinung des Volkes bei der Wahl der gesetzgebenden Organe gewährleisten.“

Die Charta der Grundrechte der Europäischen Union (GRCh), 2000 proklamiert, aber erst am 1. Dezember 2009 mit dem Vertrag von Lissabon in Kraft gesetzt, übernimmt, da sie als Basis für eine gemeinsame europäische Verfassung gedacht war, im Wesentlichen die Grundrechte aus der Europäischen Menschenrechtskonvention. Sie regelt aber nur die Europawahlen:

„Die Mitglieder des Europäischen Parlaments werden in allgemeiner, unmittelbarer, freier und geheimer Wahl gewählt.“